# Kenny Freßle
Kenny Freßle (* 8. Februar 2006 in Freiburg im Breisgau) ist ein deutscher Fußballspieler.
In der Jugend spielte Freßle zunächst für die Sportfreunde Oberried, den SC Holzhausen und den Freiburger FC, bevor er beim SC Freiburg aktiv war. 2023 wechselte er zum VfB Stuttgart. In der UEFA Youth League 2024/25 erreichte er mit den Schwaben das Viertelfinale und erzielte gegen Juventus Turin einen Treffer.
Freßle gab sein Profidebüt für die zweite Mannschaft des VfB Stuttgart am 1. Spieltag der Saison 2025/26 am 2. August 2025 in der 3. Liga gegen den MSV Duisburg.